# Drakon
Drakon ili Drakont, (grč. Δράϰων, Drákōn), atenski zakonodavac s kraja 7. stoljeća pr. Kr. Neki povjesničari sumnjaju da je postojao. Pretpostavlja se da je oko 621. pr. Kr. kodificirao dotad nepisane i od aristokracije (eupatrida) samovoljno tumačene zakone. Po predaji, njegovi su se zakoni isticali osobitom strogošću (»krvlju pisani«), predviđajući gotovo za sve zločine smrtnu kaznu. Odatle pretjerano strogim zakonima, upravnim mjerama i sl. atribut drakonski. Drži se da je Solon ukinuo sve Drakonove zakone, osim onih koji se odnose na ubojstvo.

## Vanjske poveznice
- LZMK / Proleksis enciklopedija: Drakon (Drakont)